# St. Andreas (Thulbach)

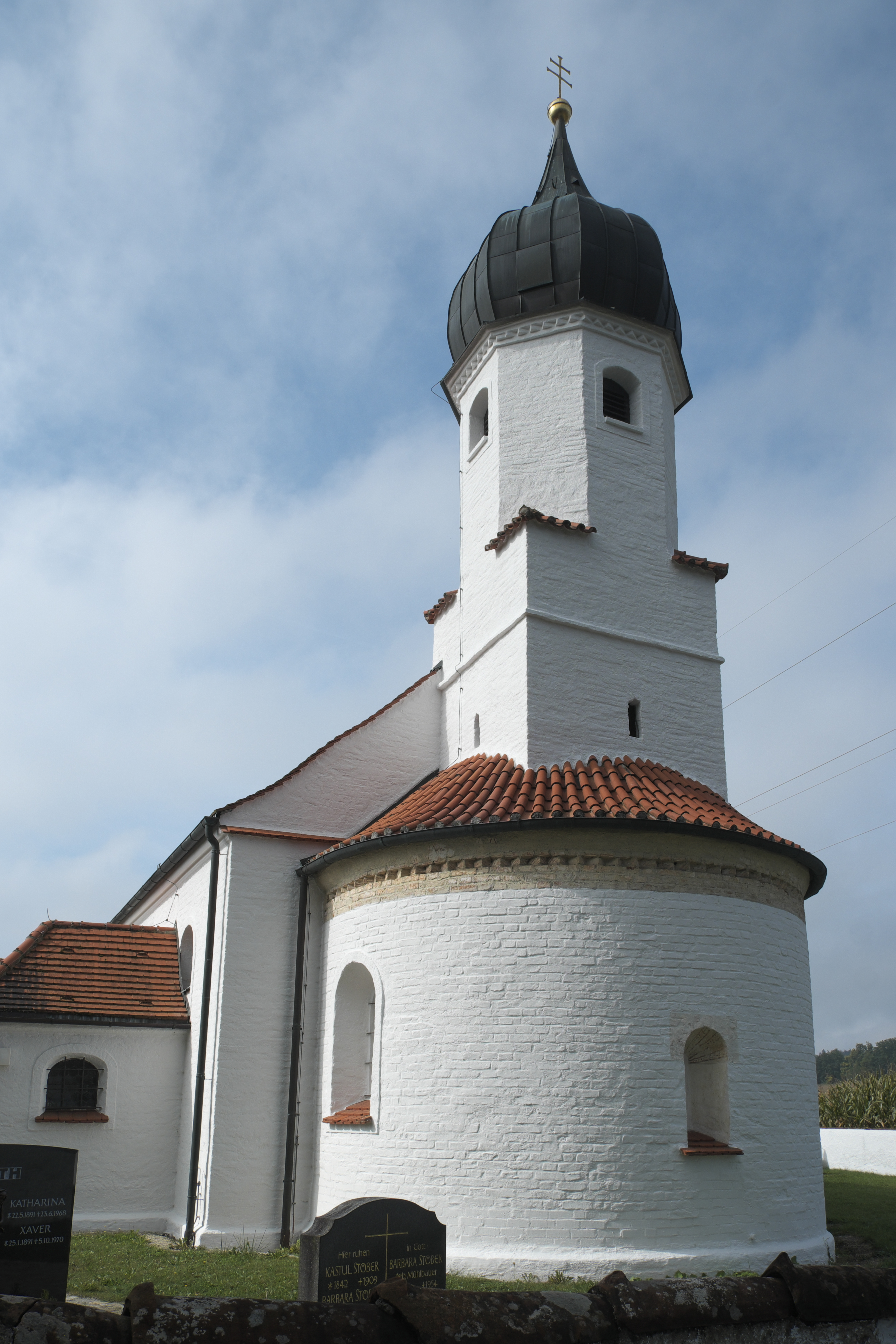
Filialkirche St. Andreas

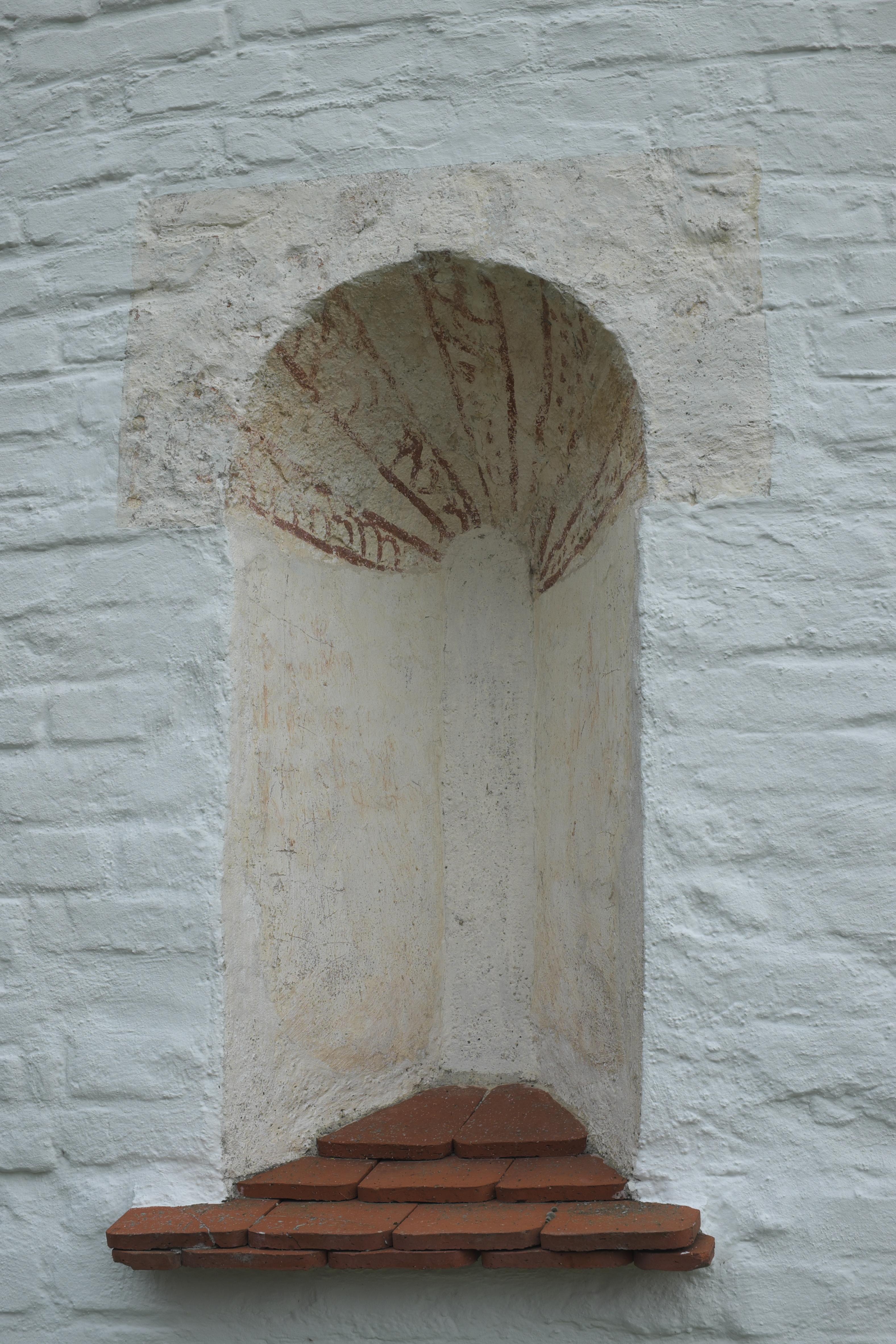
Romanisches Apsisfenster

Die katholische Filialkirche St. Andreas in Thulbach, einem Ortsteil der Gemeinde Wang im oberbayerischen Landkreis Freising, ist eine romanische Chorturmkirche aus dem 12./13. Jahrhundert, die im 17./18. Jahrhundert im Stil des Barock verändert wurde. Die Kirche mit dem Patrozinium des Apostels Andreas liegt einsam an einem Steilhang über der Isar und ist von einem ummauerten Friedhof umgeben. Im Jahr 1930 wurden in der Kirche frühgotische Wandmalereien freigelegt. Das Gebäude gehört zu den geschützten Baudenkmälern in Bayern.

## Geschichte
Bereits im Jahr 753 wurde in Toalbach eine Kirche durch den Freisinger Bischof Joseph von Verona geweiht. Stifter der Kirche war Tiemo (Timo) aus dem Haus der Grafen von Moosburg, ein Vertrauter Karls des Großen, der im Jahr 754 in den Traditionen des Hochstifts Freising als Eigenkirchenherr der Thulbacher Kirche, die ursprünglich Johannes dem Täufer geweiht war, genannt wird.
Bis ins 16. Jahrhundert lag das Dorf bei der Kirche, auf einer Bergterrasse am Steilhang der Isar. Da die Isar die Hänge immer stärker unterspülte und das Dorf gefährdete, siedelten sich die Bewohner etwas weiter unten im Tal an. Nur die Kirche blieb an ihrem Ort. Vermutlich im 17./18. Jahrhundert wurde das Langhaus barock umgestaltet. 
In welcher Zeit der Wechsel des Patroziniums stattfand, ist nicht überliefert.

## Architektur

### Außenbau
Die aus Backstein errichtete Kirche besteht aus einem ungegliederten, von barocken Fenstern durchbrochenen Langhaus und einer eingezogenen, halbkreisförmigen Apsis. An der Südseite des Langhauses sind im Osten die Sakristei und im Westen ein Vorzeichen aus barocker Zeit angebaut, in dessen Nischen Wandmalereien zu sehen sind. An der Westseite ist Jesus mit einem Engel am Ölberg dargestellt, im Hintergrund die schlafenden Jünger. An der Ostseite sieht man Christus am Kreuz, ein Engel fängt mit einem Kelch das Blut auf, das aus seinen Wunden fließt. Neben dem Kreuz steht Maria, am unteren Bildrand sind die Armen Seelen im Fegefeuer zu sehen, die mit Ketten gefesselt sind und mit ihren Zetteln die Gläubigen um Fürsprache für ihre Erlösung bitten.

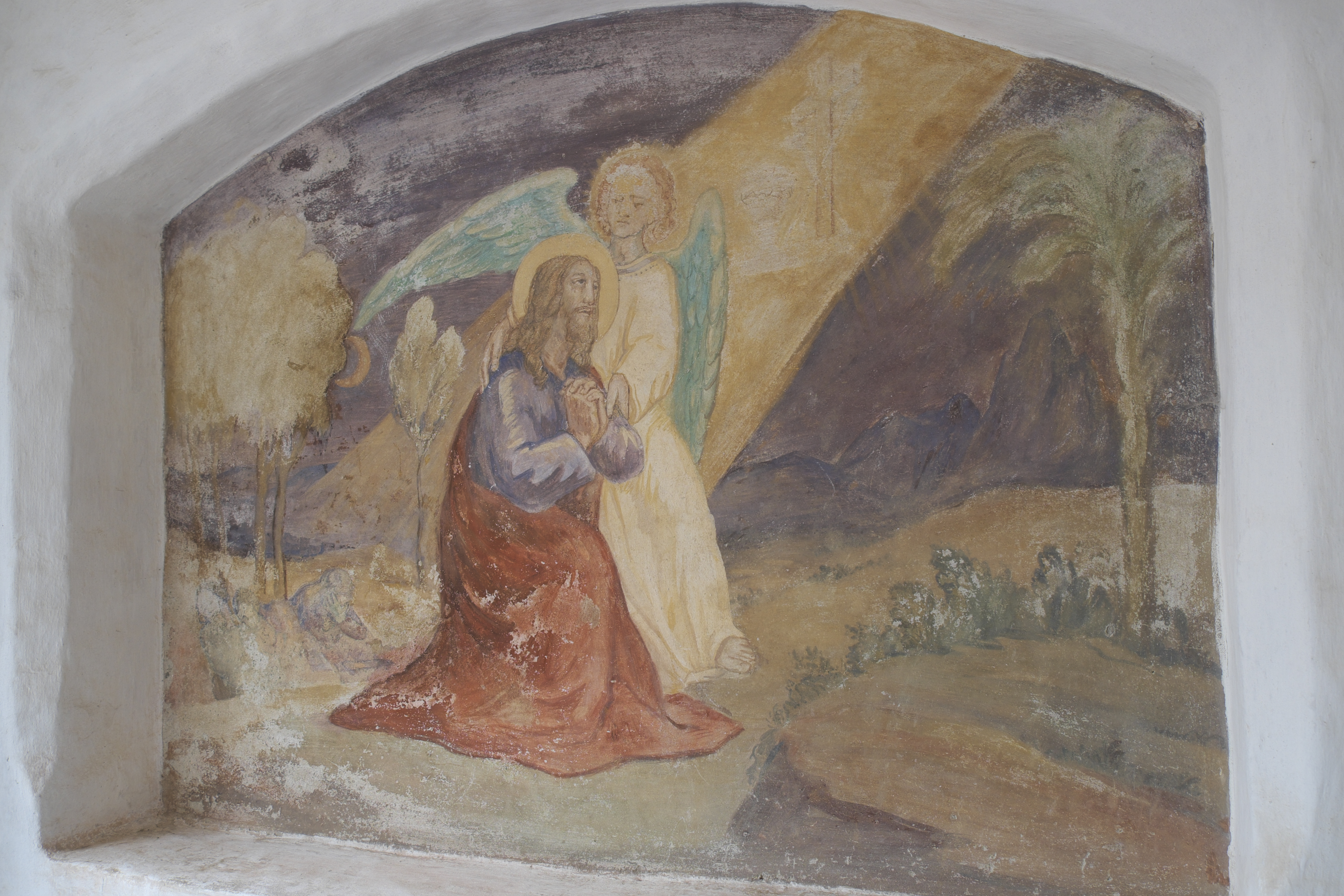
Jesus am Ölberg
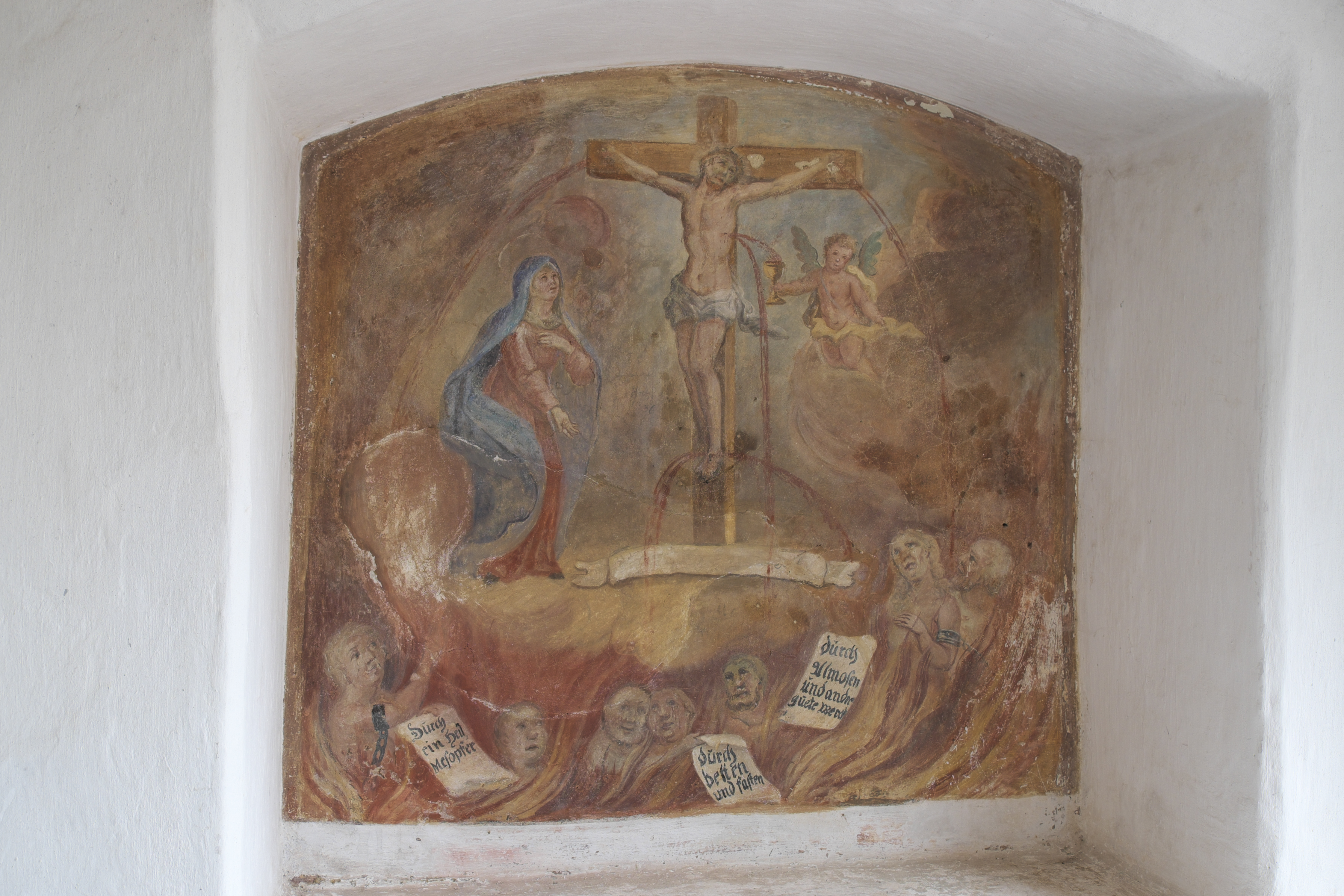
Christus am Kreuz und Arme Seelen
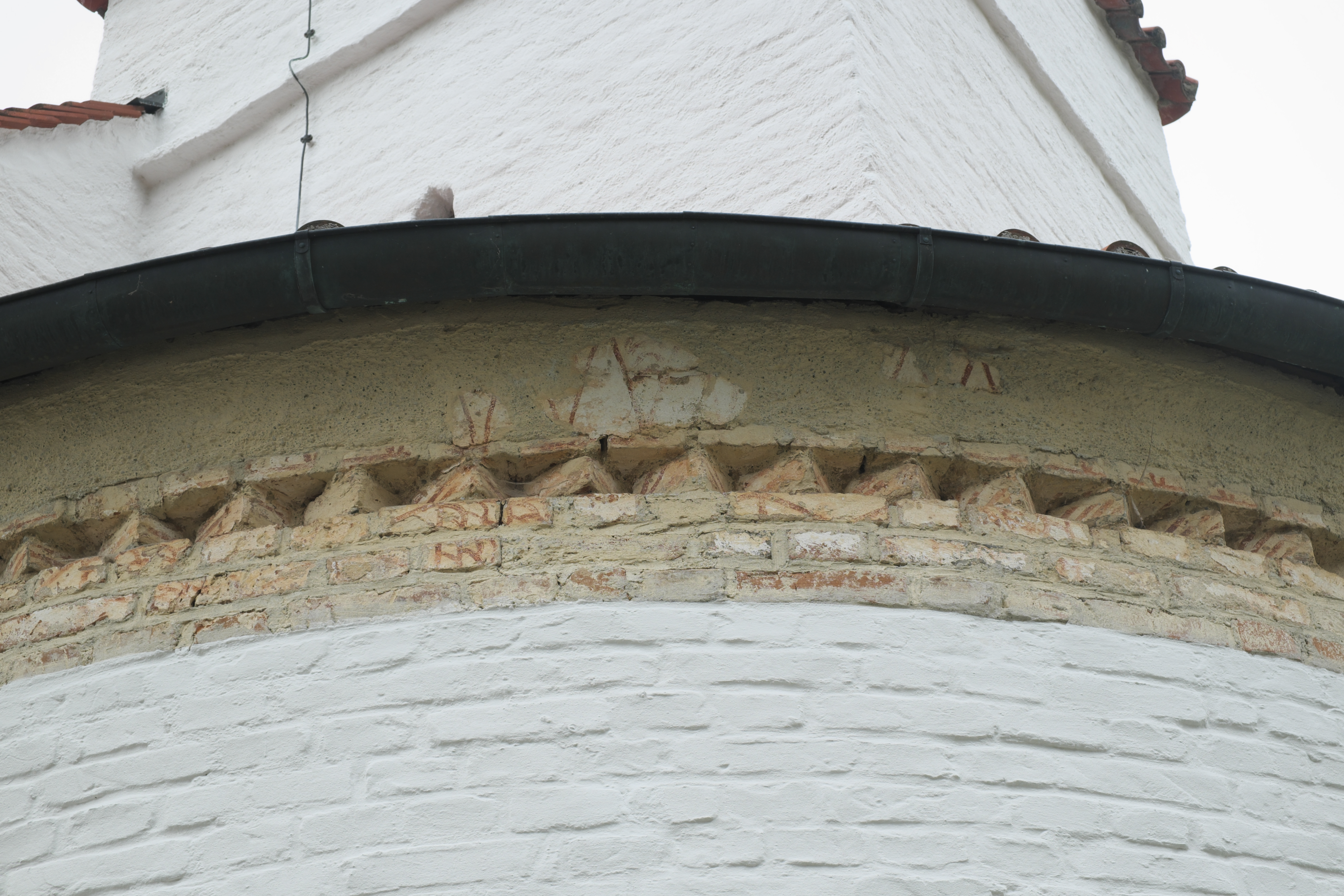
Deutsches Band unter dem Dachansatz der Apsis

Bei der umfassenden Renovierung im Jahr 1979 wurde im Apsisscheitel ein zugemauertes romanisches Rundbogenfenster freigelegt. Die ornamentale Ausmalung der Fensterlaibung wird noch in die Bauzeit der Kirche datiert. Unter dem Dachansatz der gesamten Apsis verläuft ein Sägezahnfries, ein sogenanntes Deutsches Band.
Der Turmaufbau mit Oktogon und Zwiebelhaube stammt aus dem 17. Jahrhundert.

### Innenraum
Der Innenraum, ein flachgedeckter Saalbau mit einer Länge von 12,25 Metern und einer Breite von 7,25 Metern, öffnet sich durch einen runden Chorbogen zur Apsis, die von einer Kalotte überwölbt wird.

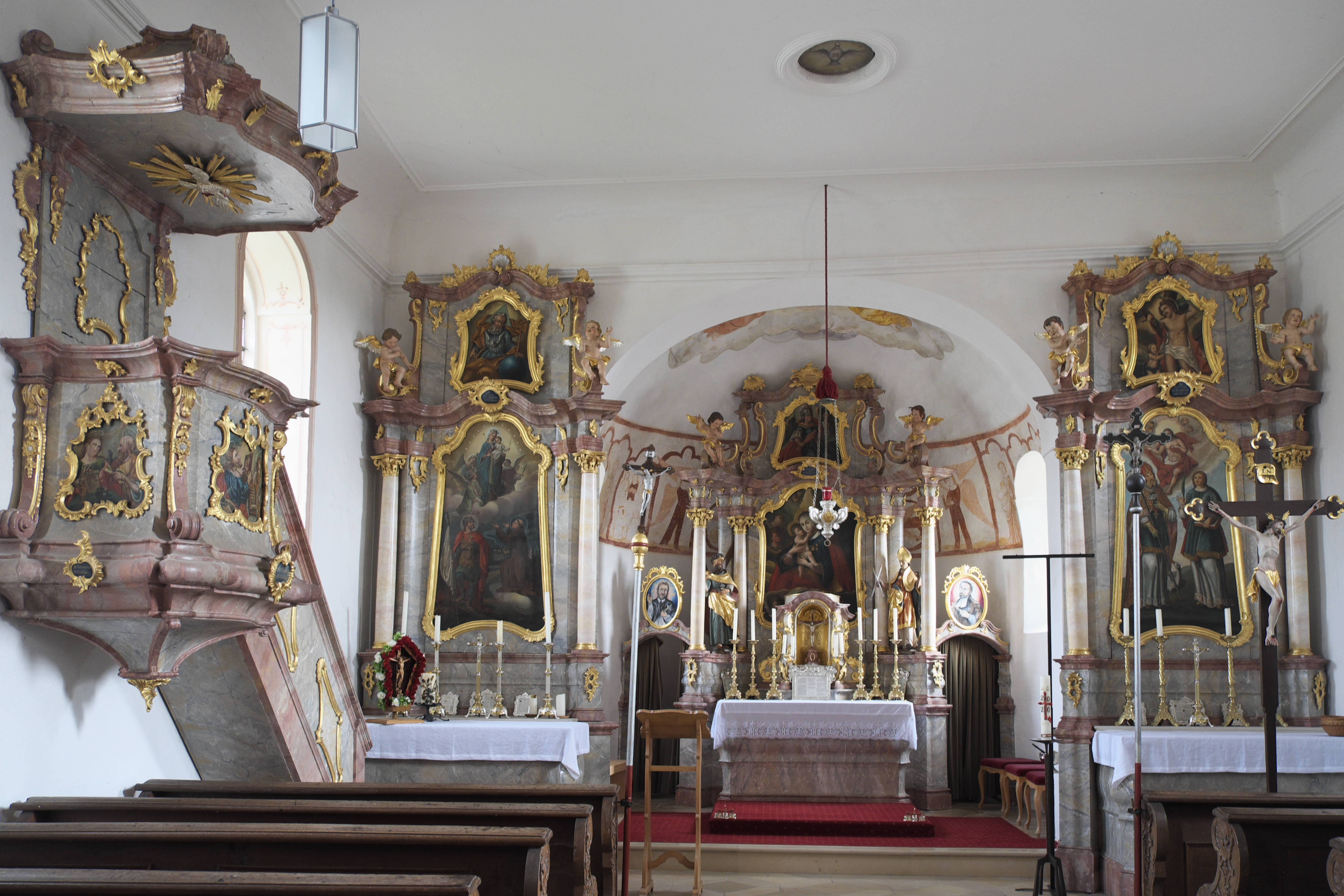
Innenansicht mit Blick zum Chor
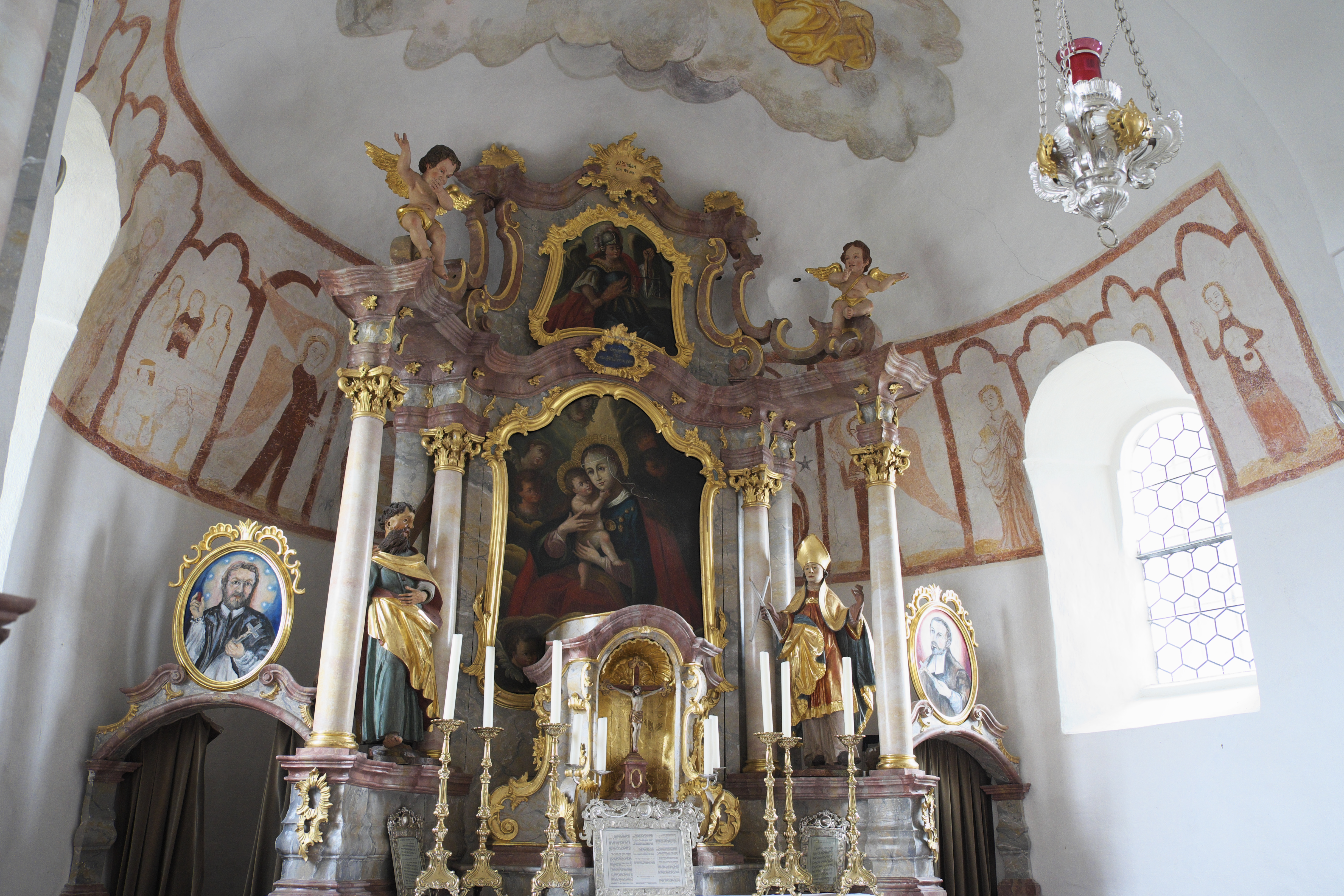
Apsis
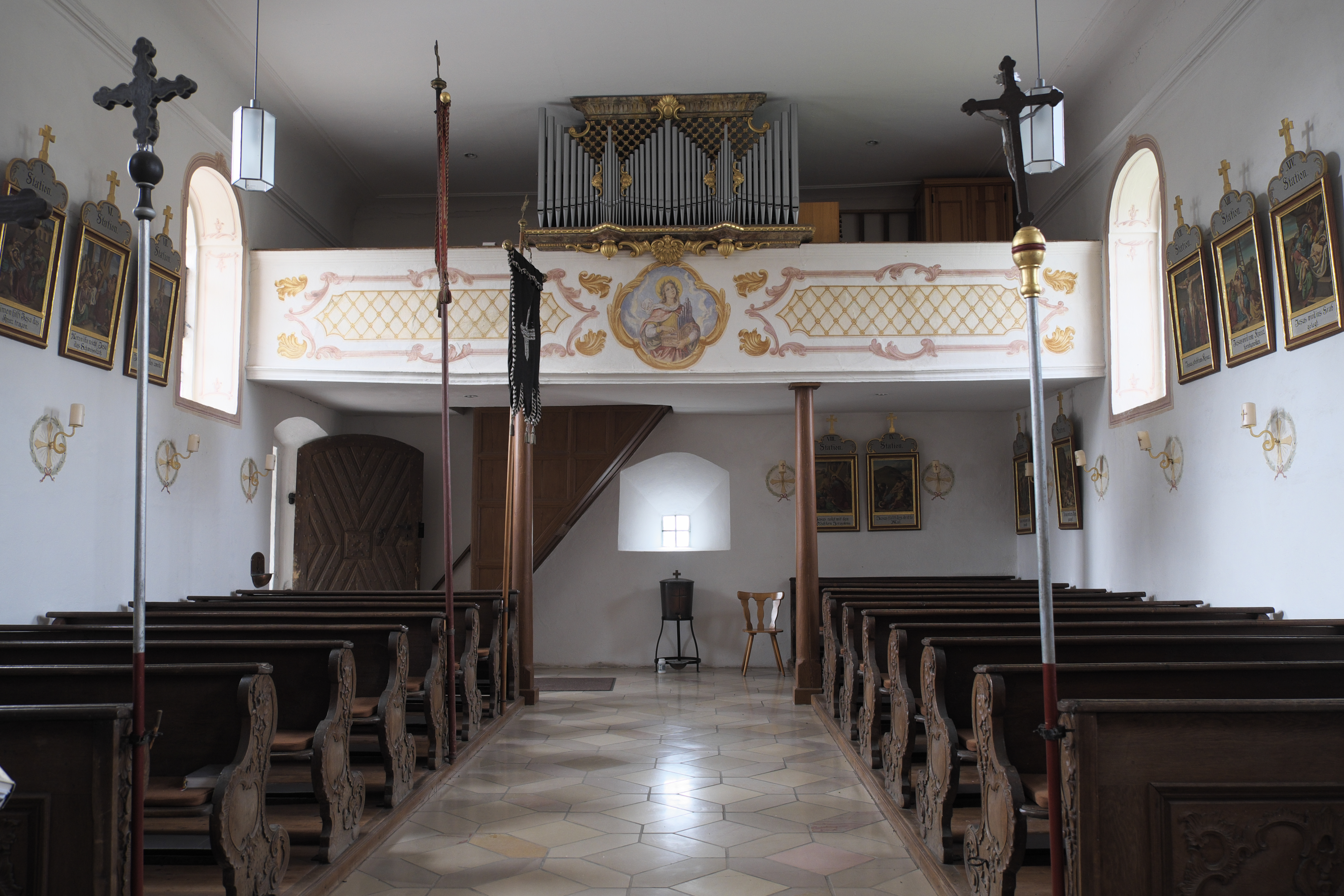
Innenansicht mit Blick zur Empore

## Wandmalereien
Unter dem Ansatz der Apsiskalotte wurden im Jahr 1930 Wandmalereien aus der Zeit um 1300, der Zeit der frühen Gotik, freigelegt. Unter Dreipassbögen in hochrechteckigen Feldern stehend sind Engel und Heilige dargestellt. In der Mitte, durch den Hochaltar verdeckt, sieht man eine Majestas Domini. Christus wird von einer Mandorla umgeben, er sitzt auf dem Regenbogen und hält in seiner rechten Hand ein Buch, die linke Hand hat er zum Segen erhoben. Seitlich sind von Kreisen gerahmt die Symbole der vier Evangelisten, der Adler des Johannes, der Löwe des Markus, der geflügelte Mensch des Matthäus und der Stier des Evangelisten Lukas, auch als Tetramorph bezeichnet, dargestellt.

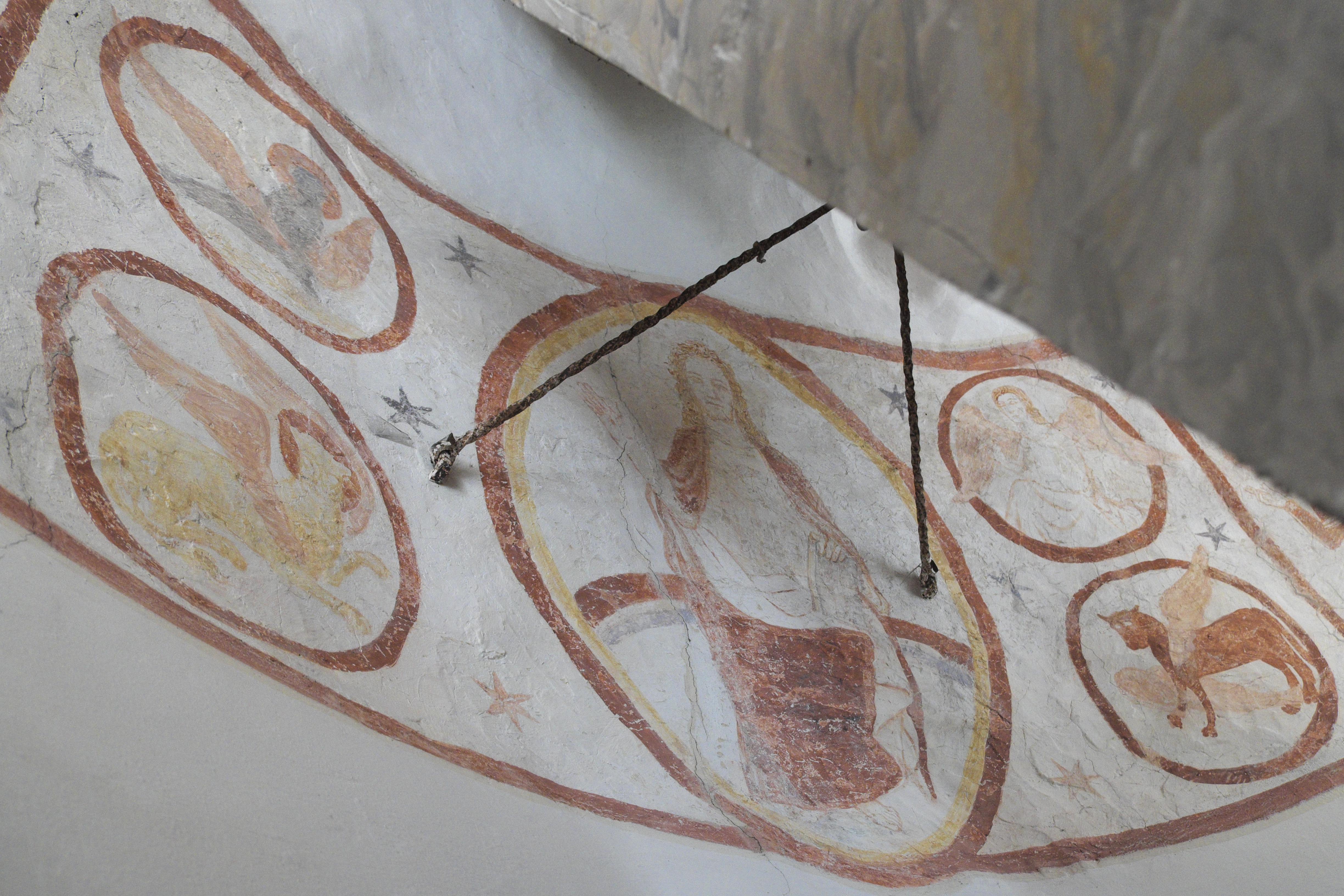
Christus in der Mandorla, umgeben von den Evangelistensymbolen
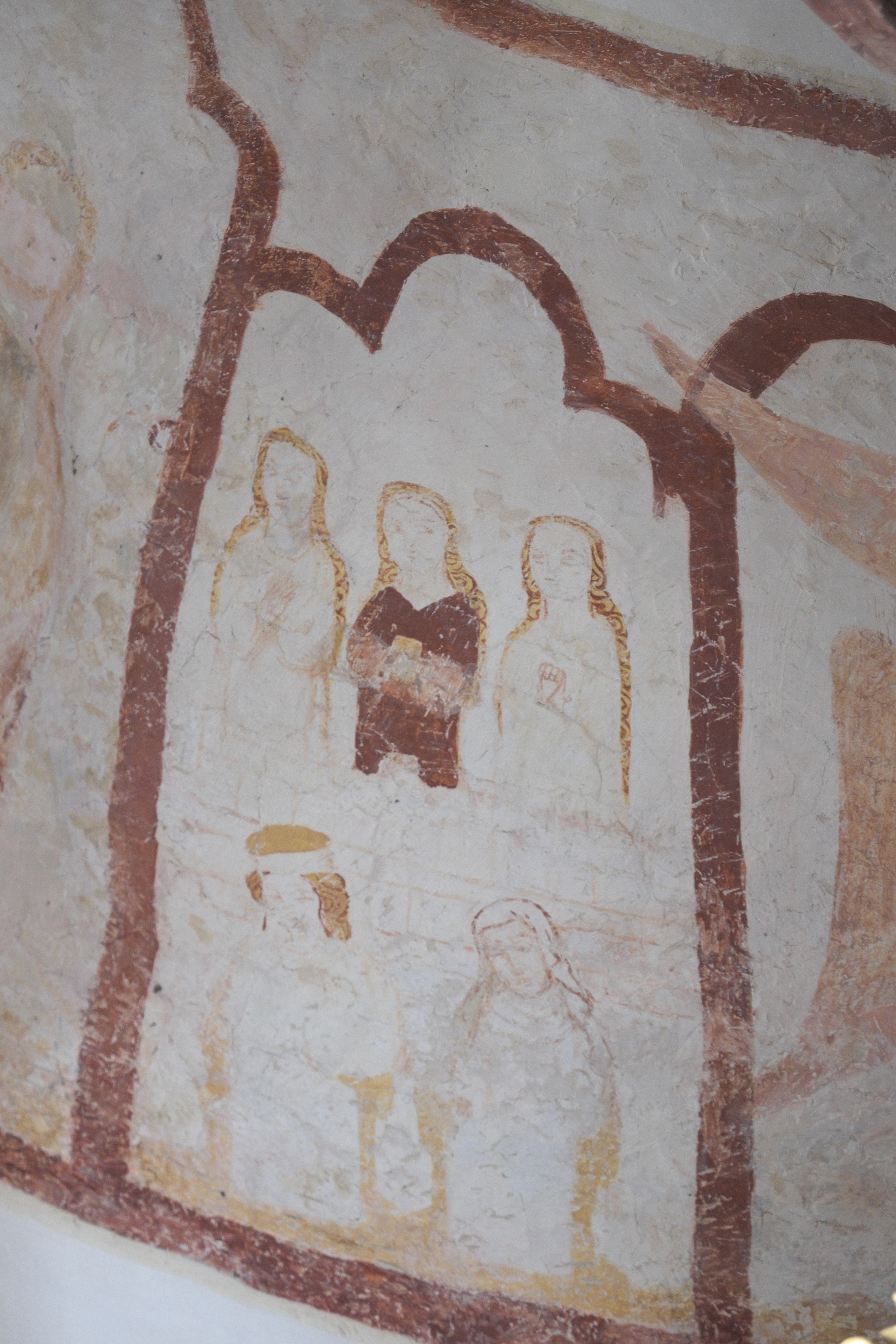
Weibliche Heilige unter Dreipassbogen
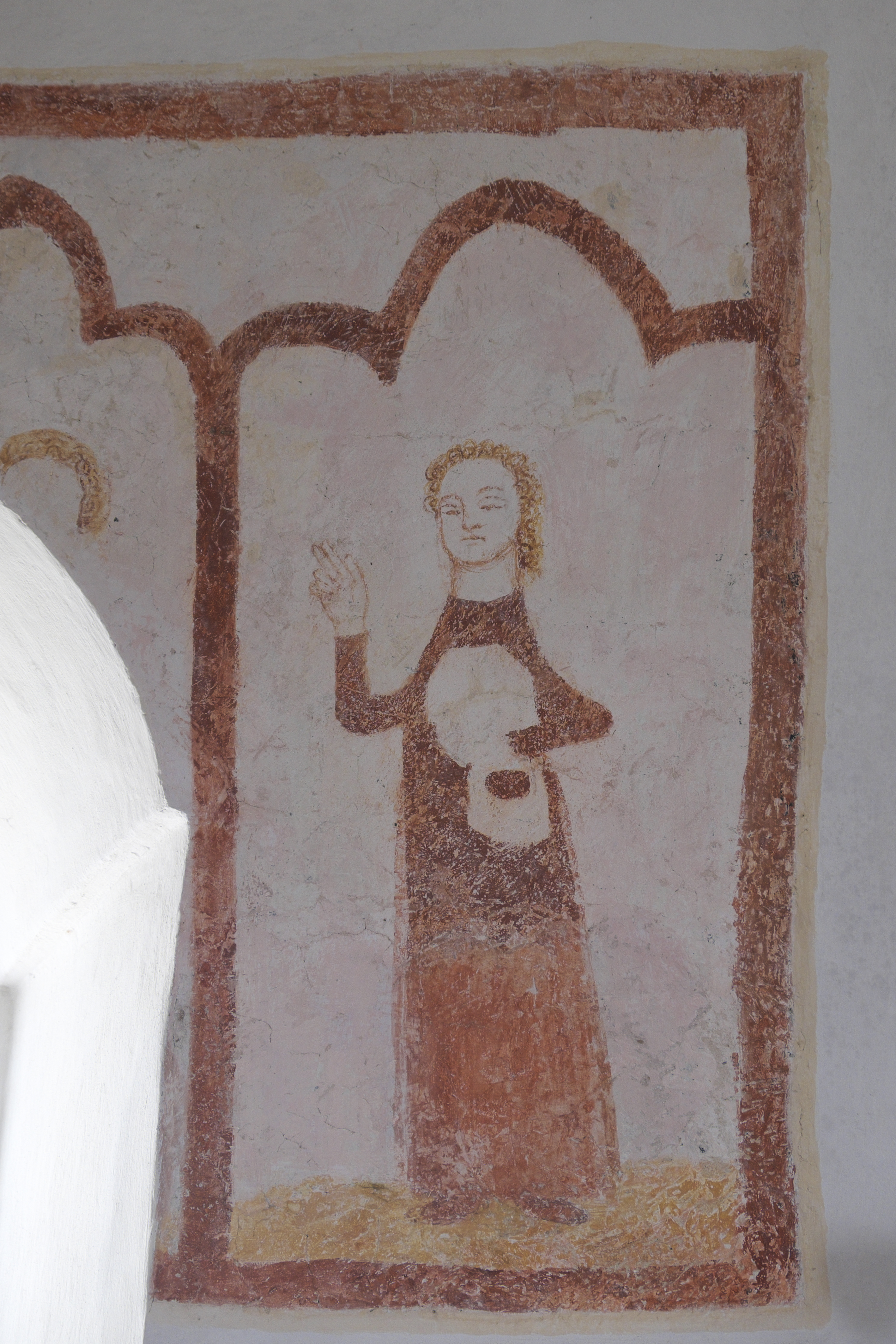
Person unter Dreipassbogen
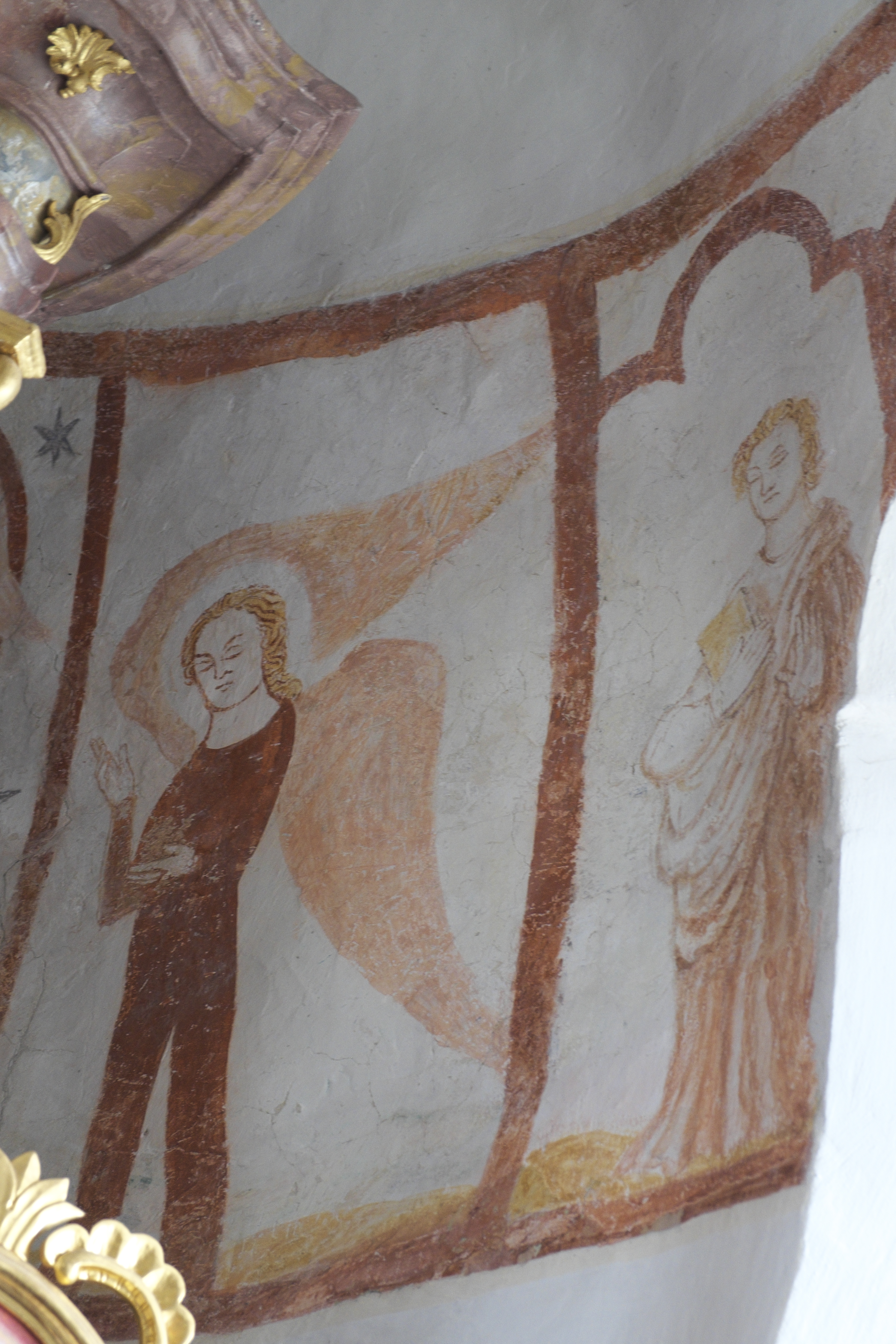
Engel und Person unter Dreipassbogen

Hinter dem rechten Seitenaltar wurde im Zuge der Renovierung im Jahr 1979 ein noch aus romanischer Zeit stammendes Fresko entdeckt, das allerdings abgenommen und ins Diözesanmuseum Freising gebracht wurde.
Die ornamentale Bemalung der Fensterlaibungen im Langhaus wird in das 18. Jahrhundert datiert. An der nördlichen Langhauswand werden Fragmente einer vermutlich ebenfalls aus der Zeit des Barock stammenden Bemalung der 1930 abgestürzten Langhausdecke hinter einer Glasscheibe geschützt aufbewahrt.

## Ausstattung

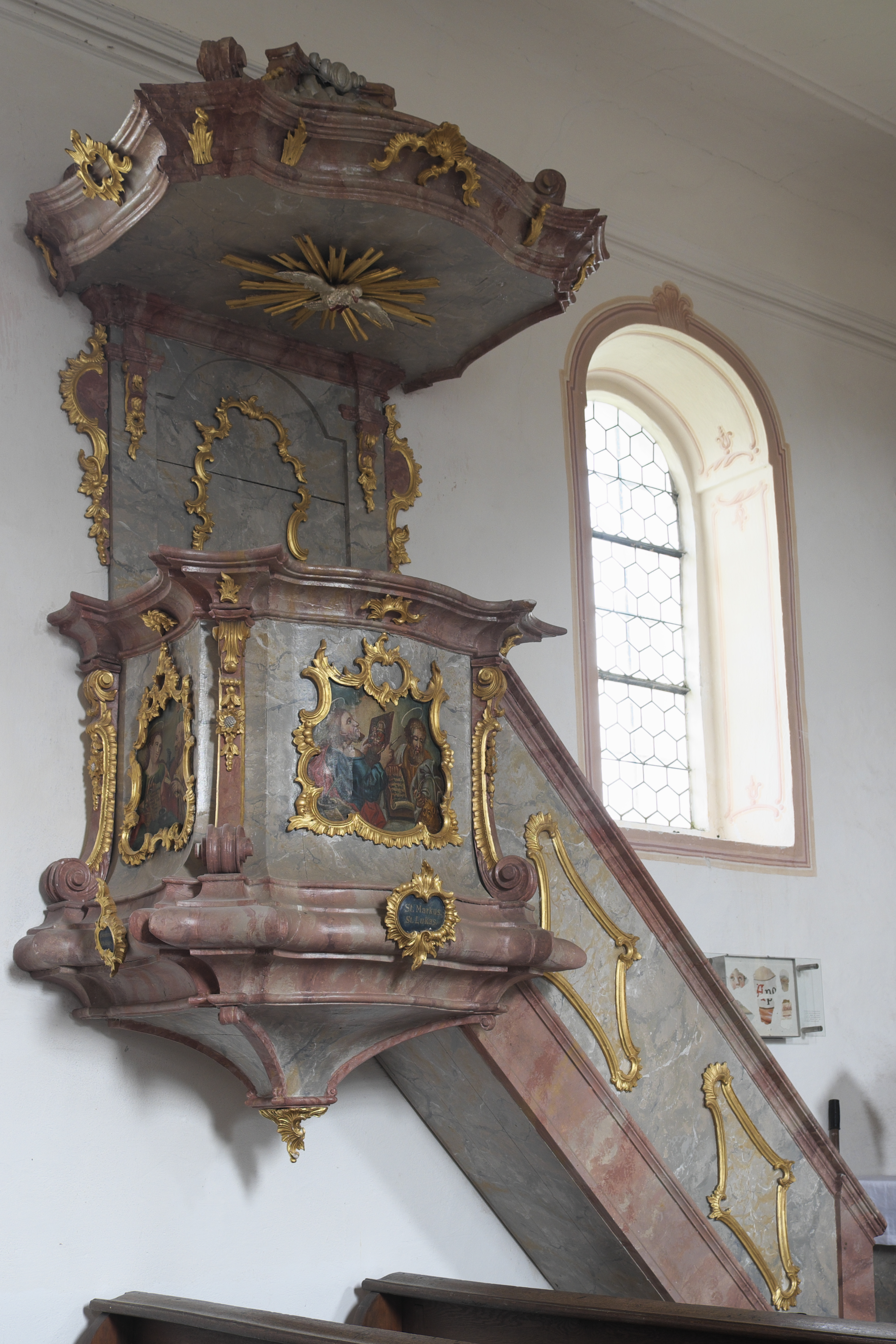
Kanzel

- Der viersäulige Hochaltar im Stil des Rokoko ist eine Arbeit aus der Zeit um 1770. Auf dem Altarblatt ist die Muttergottes dargestellt, im Auszug der Erzengel Michael, der die Seelen wiegt. Die Assistenzfiguren, der Apostel Andreas (links) und der heilige Blasius (rechts), stammen aus dem Ende des 17. Jahrhunderts.
- Die Kanzel wird wie der Hochaltar in die Zeit um 1770 datiert. Am Kanzelkorb sind auf zwei in Rokokorahmen gefassten Gemälden die Evangelisten dargestellt. Ein Bild zeigt Johannes mit Kelch und Adler und Matthäus, das andere Lukas, der Maria mit dem Jesuskind malt, und Markus mit dem Löwen. Der Figur des Erzengels Michael, die ursprünglich den Schalldeckel bekrönte, ist nicht mehr vorhanden.
- An den Langhauswänden hängen Bilder der Kreuzwegstationen.

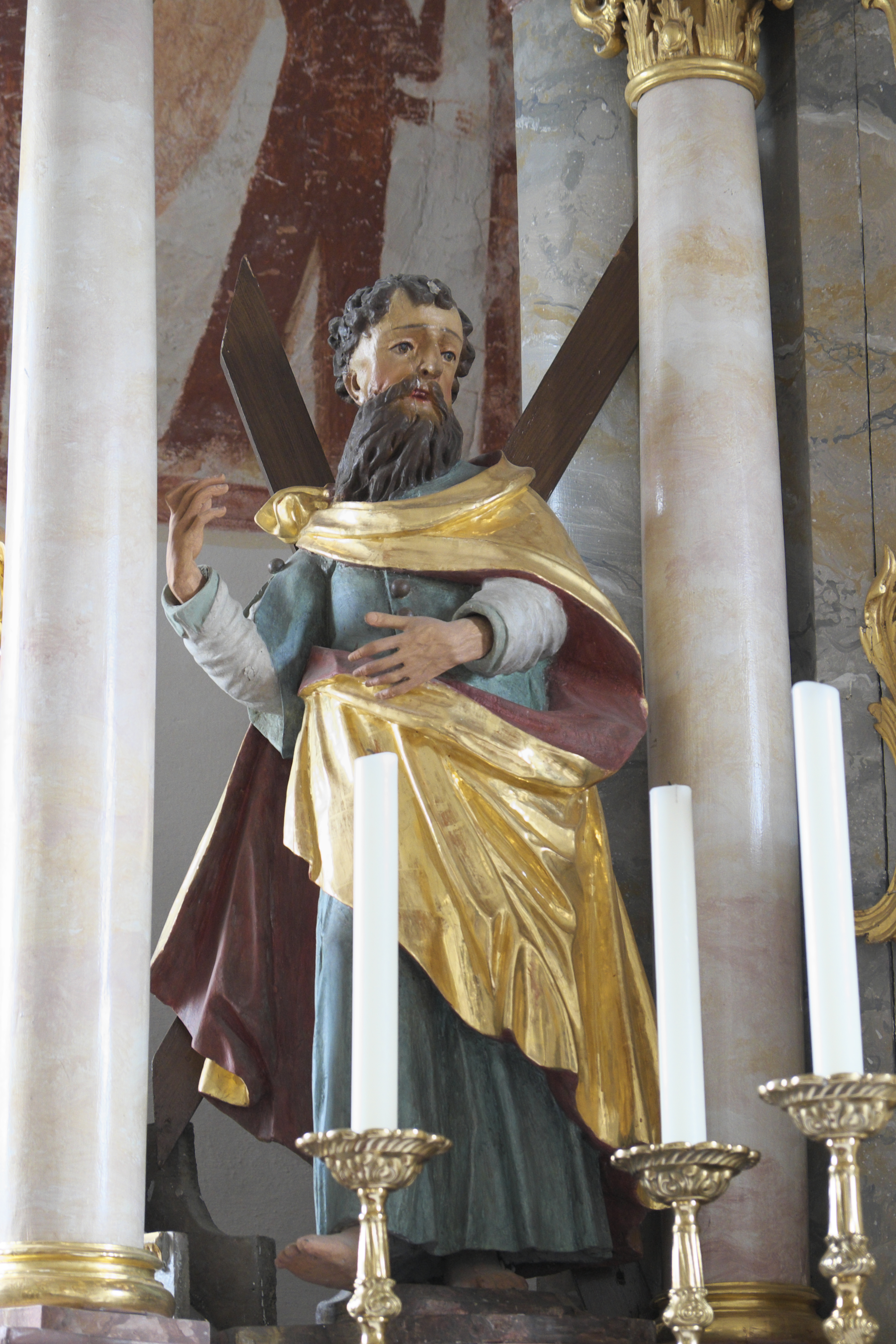
Apostel Andreas am Hochaltar
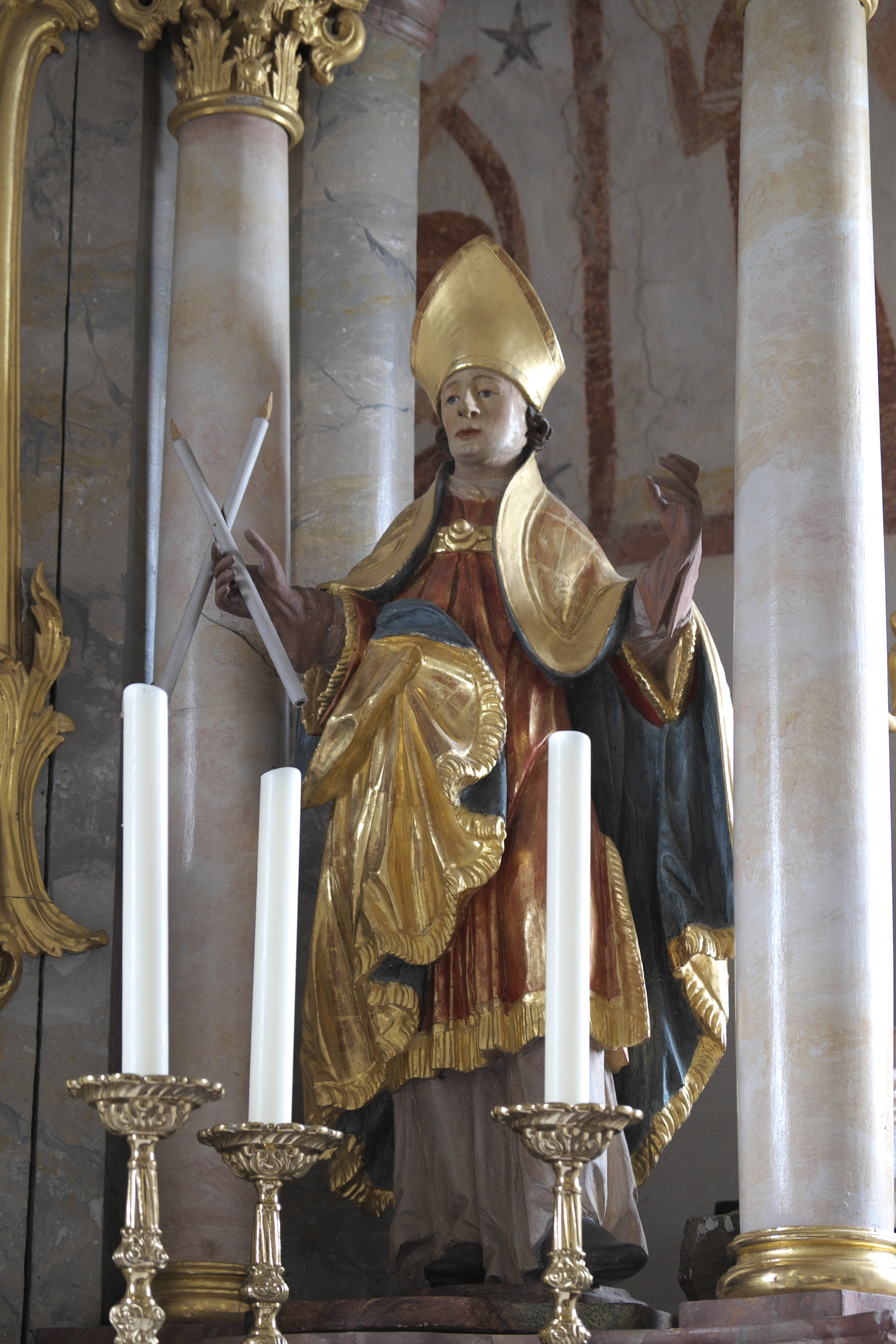
Heiliger Blasius am Hochaltar
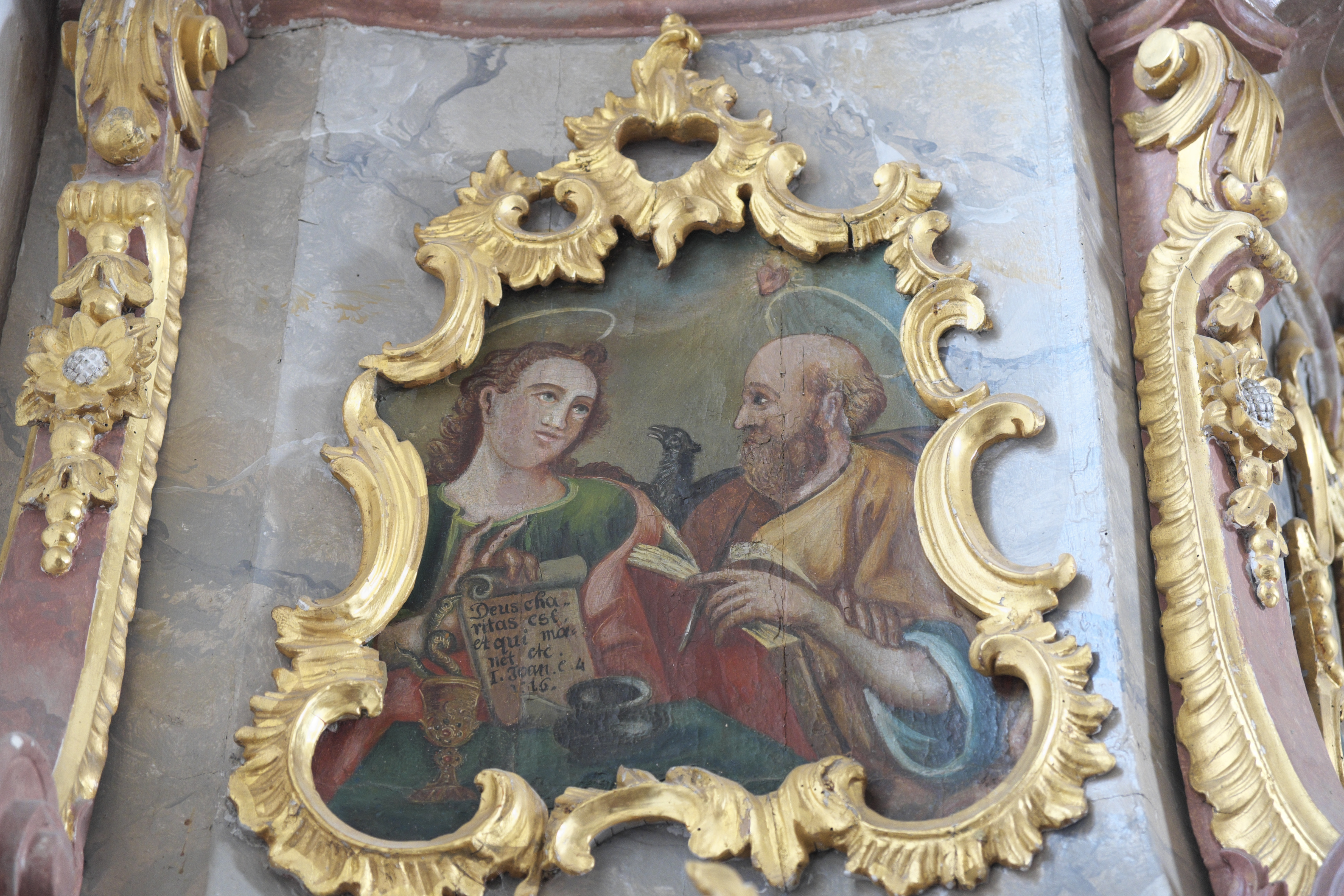
Evangelisten Johannes und Matthäus am Kanzelkorb
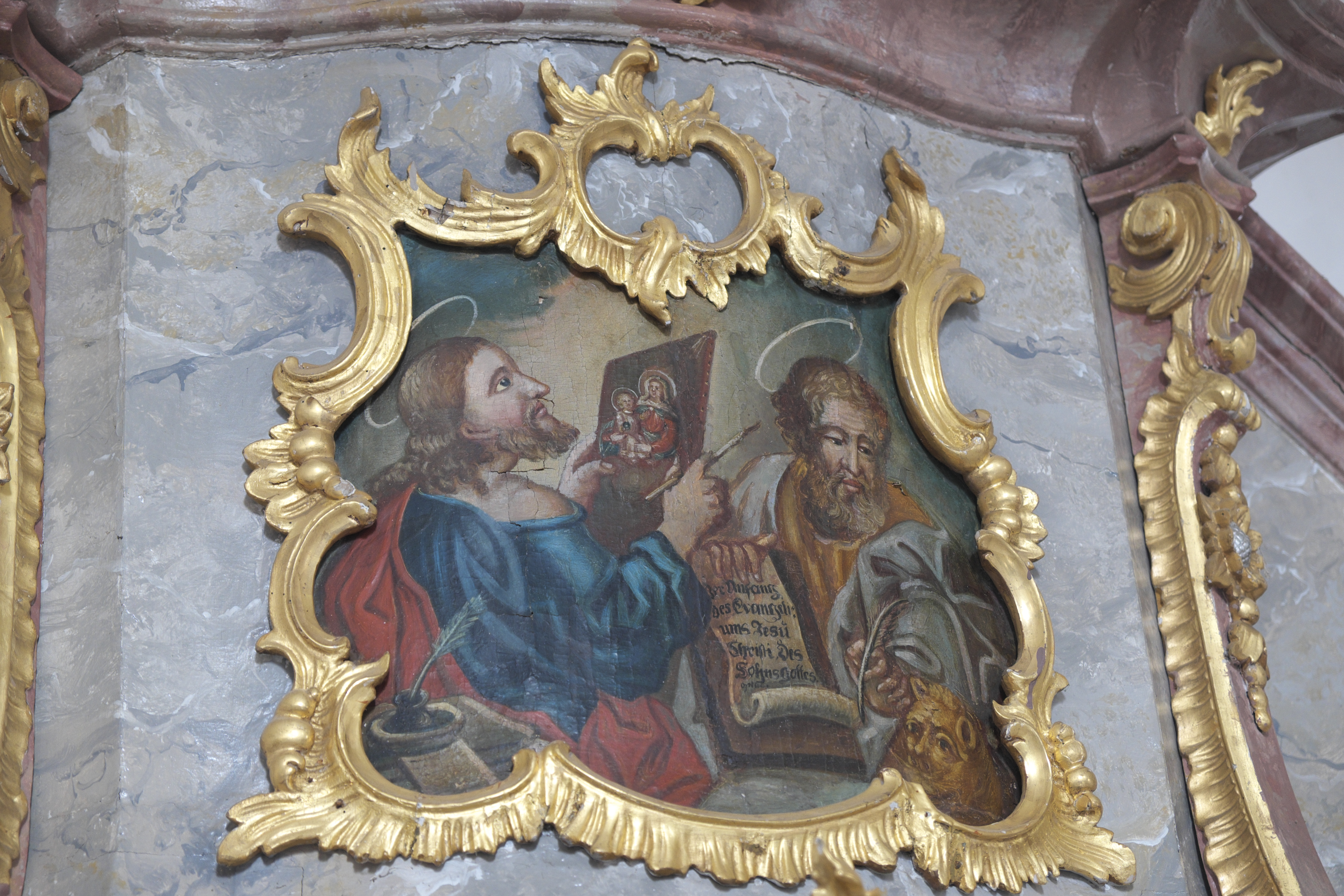
Evangelisten Lukas und Markus am Kanzelkorb